# 罗马涅区莫尔恰诺
罗马涅区莫尔恰诺（Morciano di Romagna）是意大利艾米利亚-罗马涅大区里米尼省的一个镇，面积5.5平方公里，人口6910人，人口密度1382.0人/平方公里（2009年）。ISTAT代码为099011。